# Polarrundmossa
Polarrundmossa (Rhizomnium andrewsianum) är en bladmossart som beskrevs av T. Koponen 1968. Enligt Catalogue of Life ingår Polarrundmossa i släktet rundmossor och familjen Mniaceae, men enligt Dyntaxa är tillhörigheten istället släktet rundmossor och familjen Cinclidiaceae. Enligt den finländska rödlistan är arten akut hotad i Finland. Enligt den svenska rödlistan är arten nära hotad i Sverige. Arten förekommer i Övre Norrland. Artens livsmiljö är våtmarker i fjällen (myrar, stränder, snölegor). Inga underarter finns listade i Catalogue of Life.